# Stigbergets borgarrum

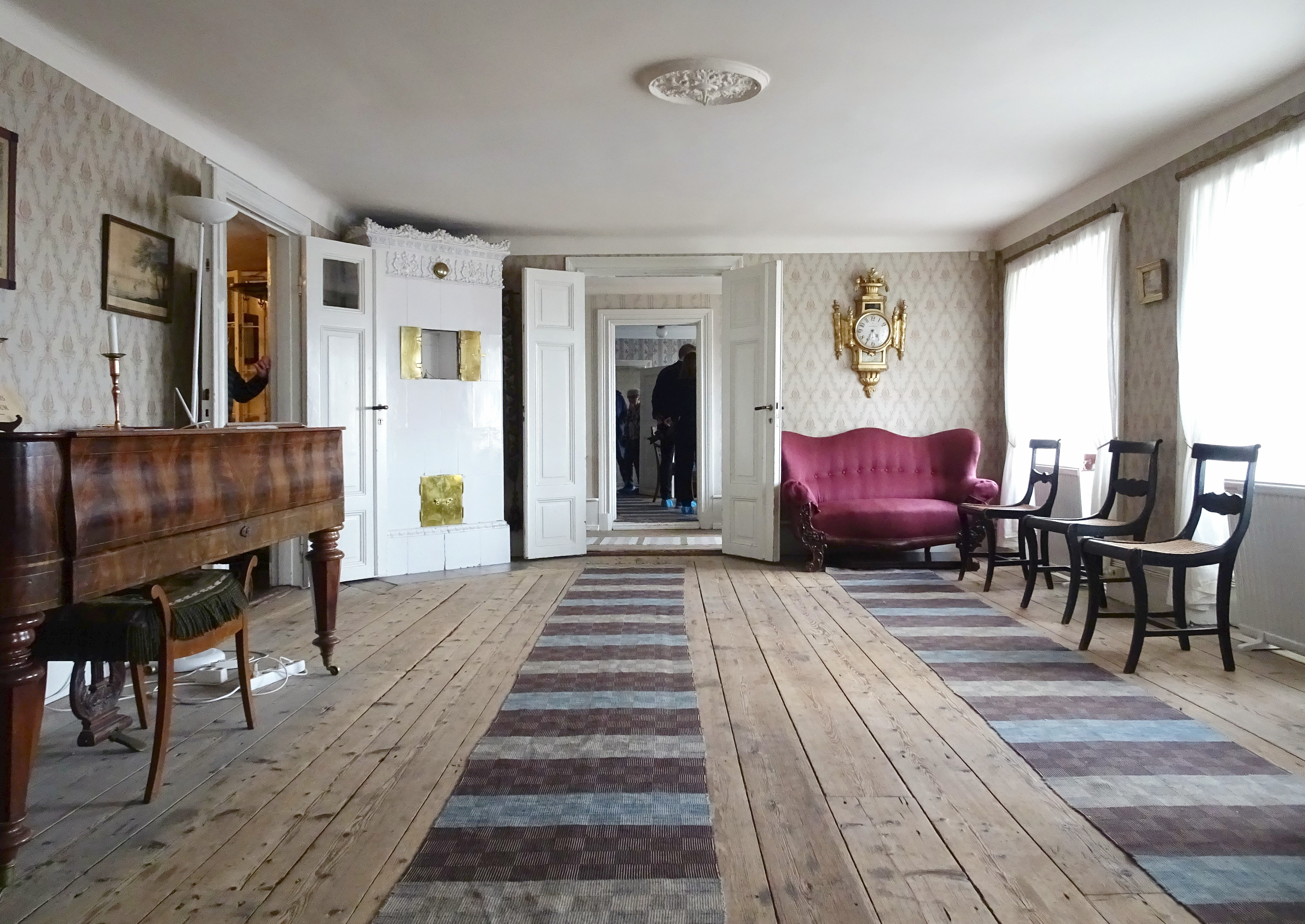
Salongen i Stigbergets borgarrum, 2019.

Stigbergets borgarrum är en museilägenhet i huset Fjällgatan 34 på Södermalm i Stockholm. Museet skapades 1929 av Anna Lindhagen och visar hur en borgarfamilj bodde i mitten av 1800-talet. Museet består av sex rum och kök, möblerat av Anna Lindhagen, delvis med föremål från hennes eget hem. Fastigheten förvärvades 1904 av Stockholms stad. Från 1934 och fram till sin död 1941 bodde Anna Lindhagen i två av museets rum. Idag ägs och förvaltas fastigheten av AB Stadsholmen. Museet drivs på ideell basis och är tillgängligt för allmänheten i samband med visningar.

## Bakgrund

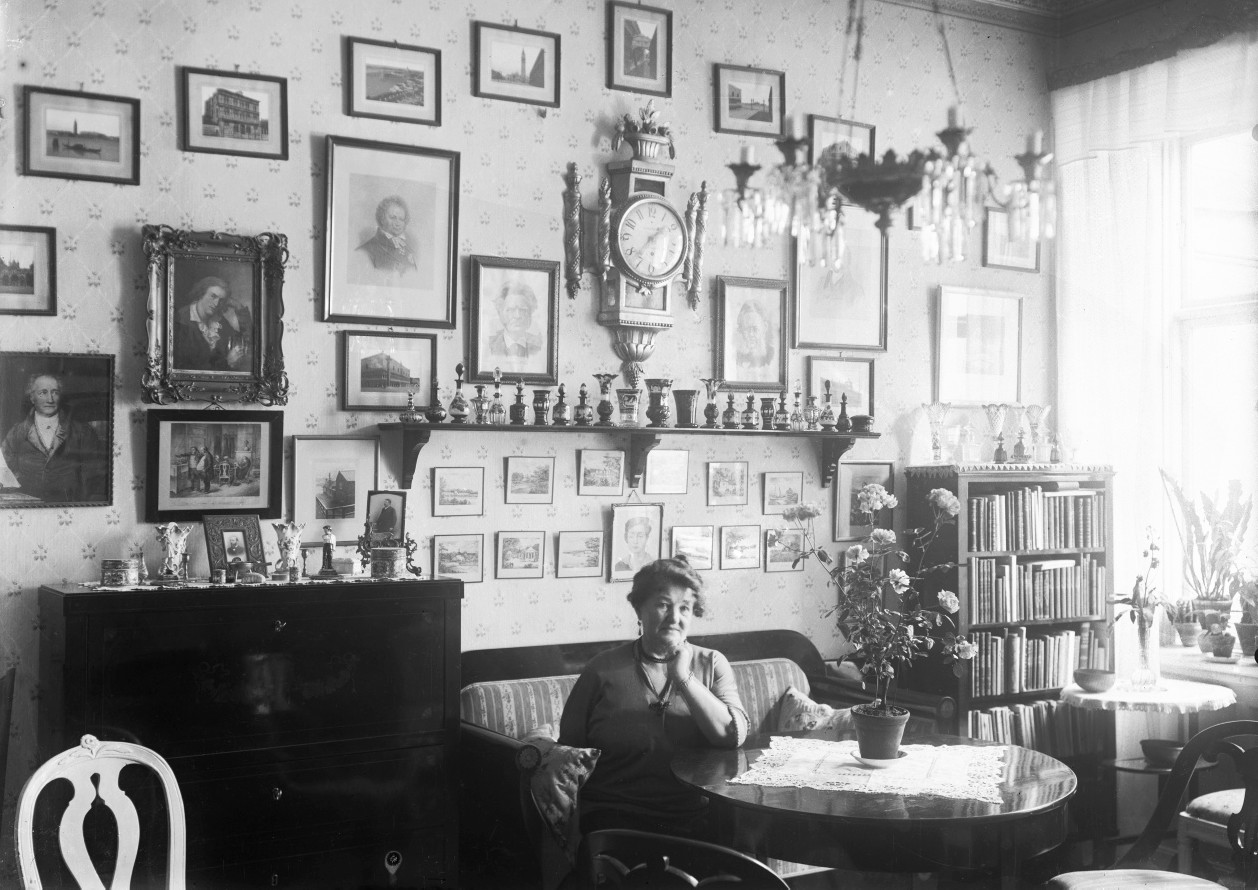
Anna Lindhagen i sin våning på Fjällgatan 34 på 1930-talet.

Gathuset på Fjällgatan 34 uppfördes troligen strax efter Katarinabranden 1723 och hade då två våningar. År 1837 ägdes fastigheten av sjötullsvaktmästaren Johan Hedlund som lät höja huset med ytterligare en våning som numera inrymmer museilägenheten. Initiativtagare till museet var Anna Lindhagen som i slutet av 1920-talet bodde i två små gavelrum på vinden i Sofia småbarnsskola, Fjällgatan 31. Redan 1913 motionerade Lindhagen om att området kring Stigberget skulle bli ett kulturreservat och räddas åt eftervärlden. Beslutet kom dock först 1956, långt efter hennes död.
Lindhagen hade länge drömt om att få inreda ett borgarmuseum och blev därför glad när hon av Stockholms stad fick hyra fyra rum och kök i översta våningen på Fjällgatan 34. År 1929 började hon inreda museet som hon kallade Stigbergets borgarrum. Samma år bildade hon även Föreningen Stigberget vars syfte var att hålla områdets hembygdstraditioner vid liv. 1934 flyttade hon själv in i två rum intill museet. Idag ingår hennes bostad i museet som omfattar sex rum och kök.

## Museet
Museilägenheten skulle visa en enkel miljö, motsvarande en borgerlig familjs bostad från mitten av 1800-talet. Anna Lind skrev om museets intention bland annat: ”Det har inte varit meningen att framvisa ett hem från kretsar av börd eller med gott om pengar, utan från den borgerliga värld, hos vilken kunde finnas djup kultur och ganska stor bildning…”
En del möbler och kopparsamlingen i köket fick hon som gåva och en del genom testament av en antikhandlare, några föremål köptes in och några kom från det Lindhagenska hemmet. För att hålla museet levande organiserade Lindhagen regelbundna aftnar med bland annat musik och föredrag av kända författare, konstnärer, vetenskapsmän och musiker. Den traditionen fortsätter fortfarande idag genom Borgarrummens aftnar som hålls tre gånger under vår och höst, då en inbjuden person föreläser.

Museet Stigbergets borgarrum.
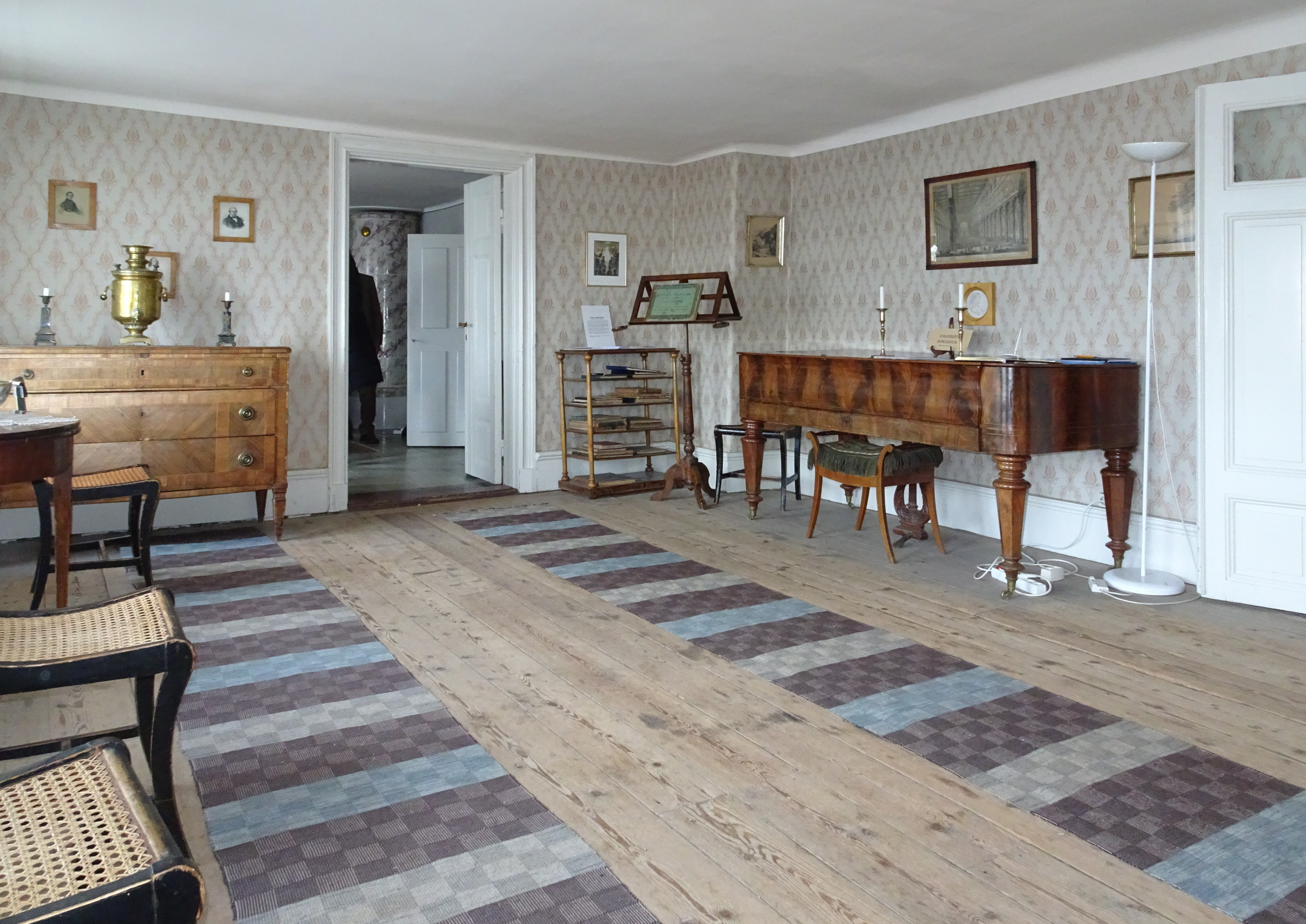
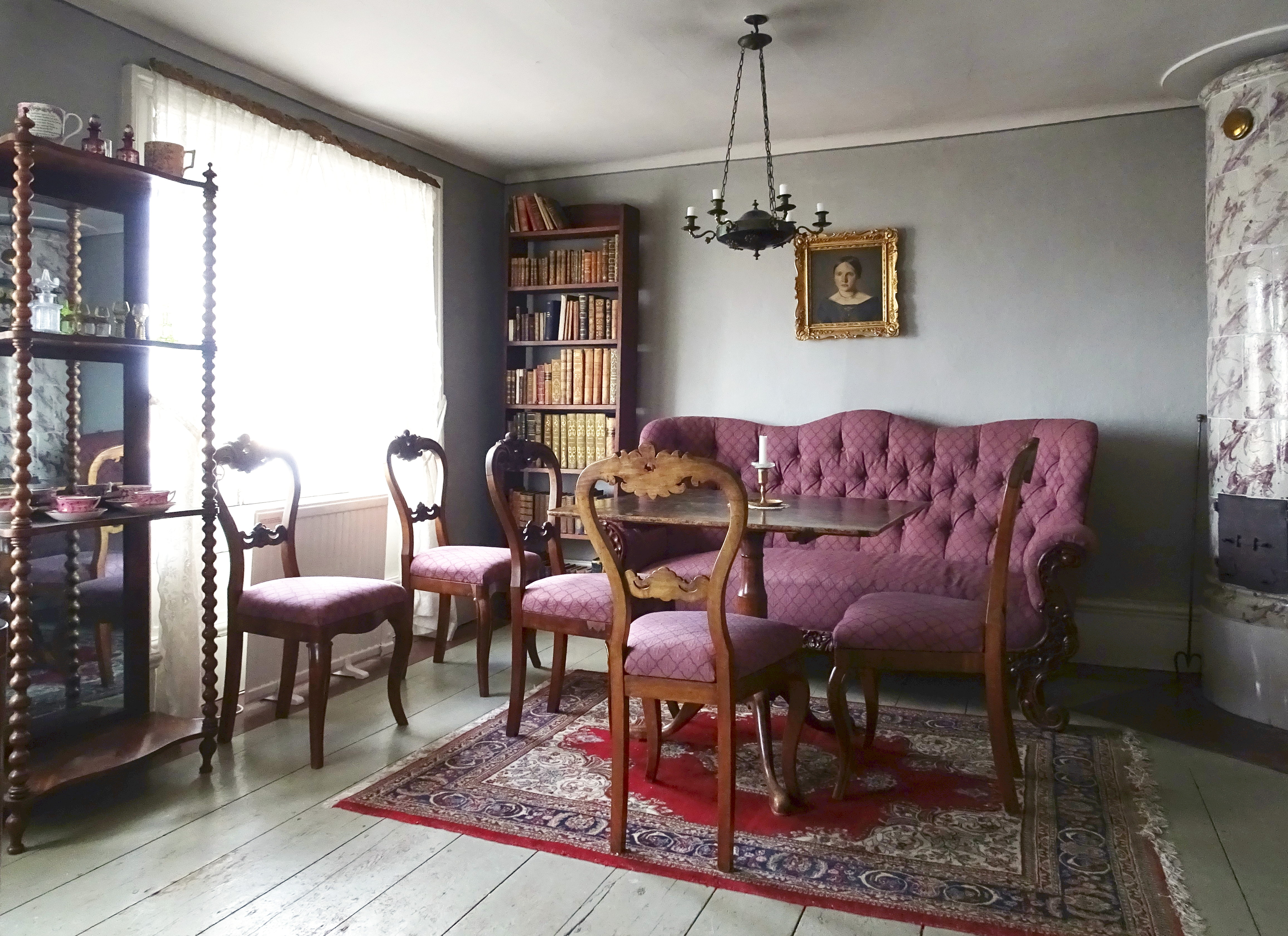
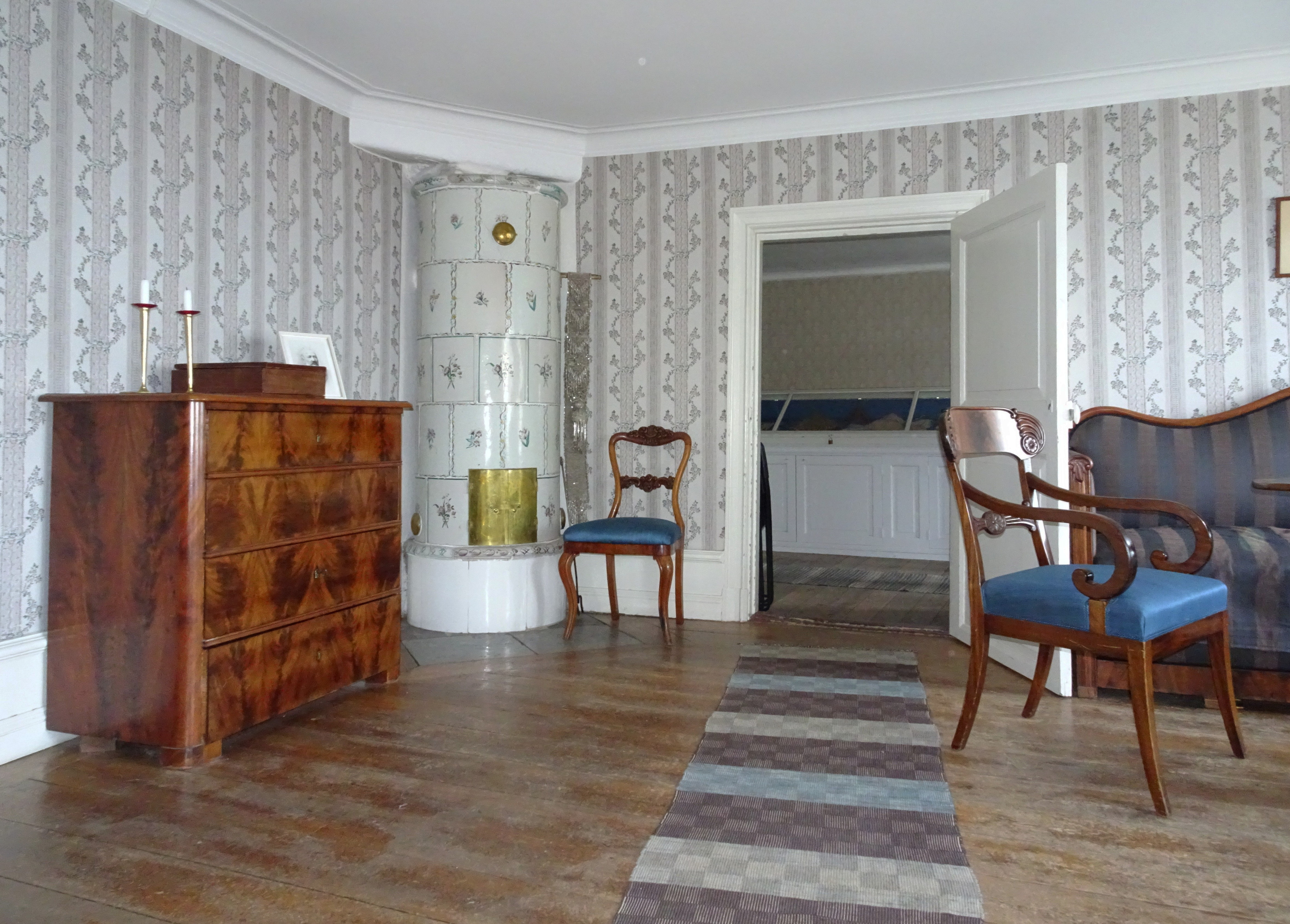
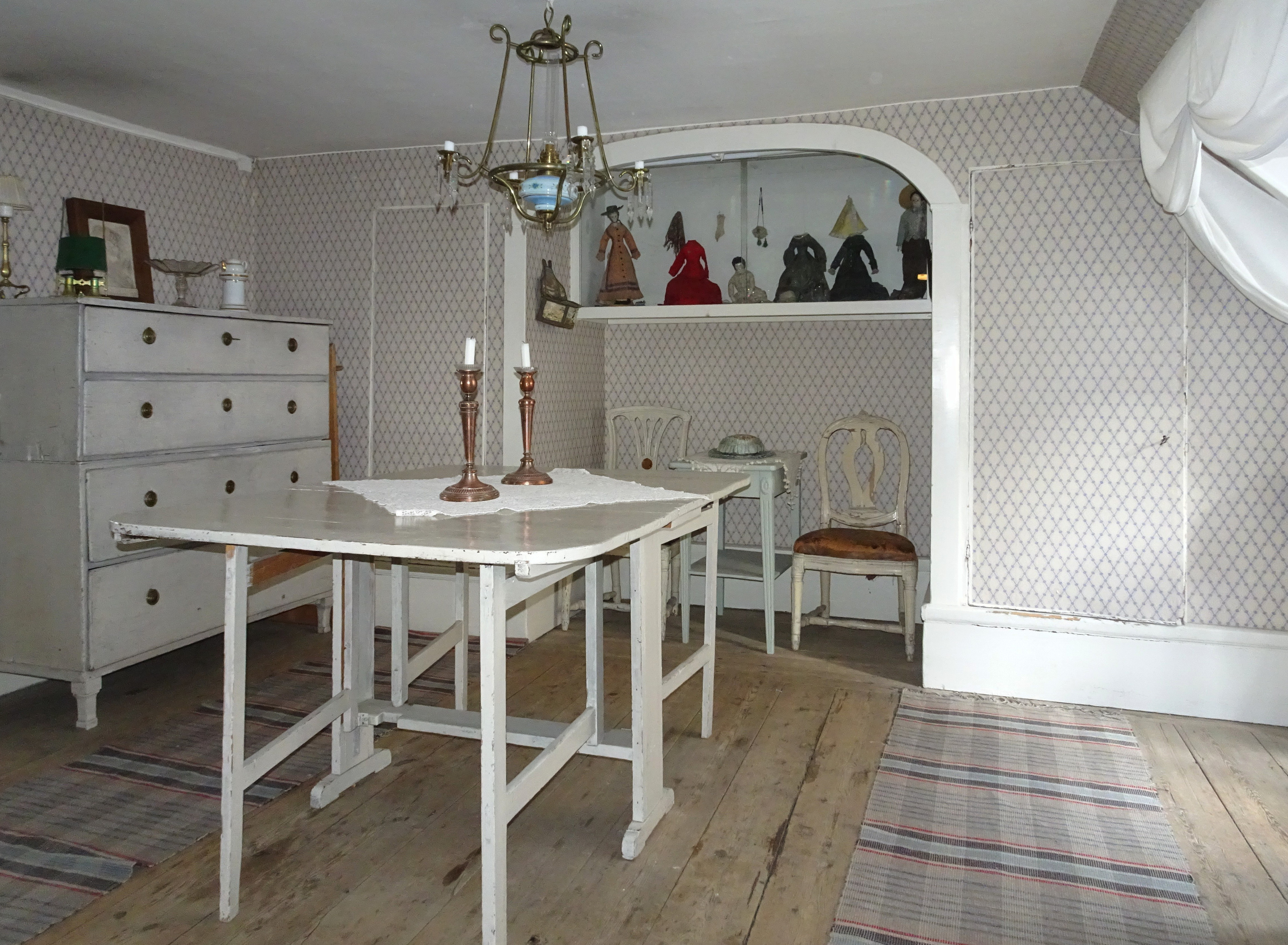
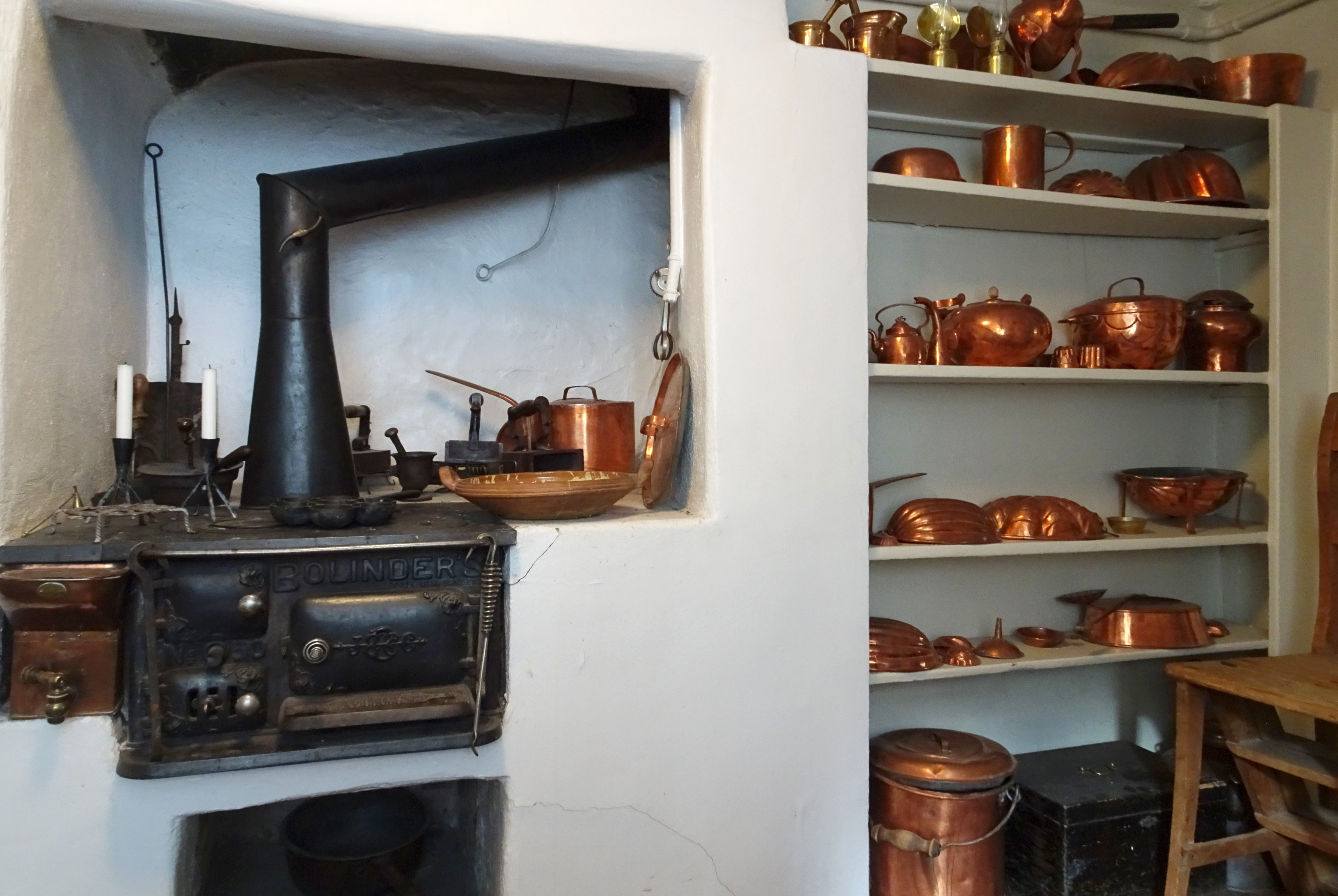